# Liste der Zee.One-Sendungen

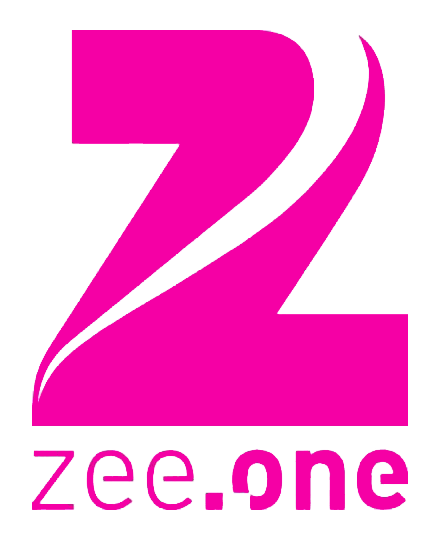
Senderlogo von Zee.One

Die Liste der Zee.One-Sendungen enthält eine Aufzählung von Sendungen und Serien, die auf dem Fernsehsender Zee.One ausgestrahlt wurden bzw. werden.

## Fremdproduktionen

### Fernsehserien
Es werden Fernsehproduktionen der indischen Schwestersender, wie zum Beispiel Zee TV, auf Deutsch gezeigt.
- Jodha Akbar, indisches Historiendrama (seit 29. Juli 2016)
- Buddha, indisches Historiendrama (seit 30. Juli 2016)
- Tashan-e-Ishq – Junge Herzen, indische Liebesserie (seit 30. Januar 2017)
- Agent Raghav – Einsatz in Mumbai, indische Krimiserie (seit 12. Juni 2017)
- Lakshmi: Unglückliche Liebe, indische Liebesserie (seit 24. März 2025)

### Spielfilme
Es sollen jeden Tag drei Filme in Erstausstrahlung gezeigt werden. In der Praxis stimmt dies jedoch nicht, da es auch Tage gibt, die keine Neuerscheinung im Sendeplan haben. Die Filme sollen dem deutschen Markt angepasst werden, d. h., dass sie gekürzt werden. So sollen die überarbeiteten Fassungen den Sehgewohnheiten des deutschen TV-Publikums entsprechen.
| Titel                                          | Originaltitel                        | Erstausstrahlung |
| ---------------------------------------------- | ------------------------------------ | ---------------- |
| Chennai Express                                |                                      | 28. Juli 2016    |
| Kreuzfahrt der Liebe                           | Dil Dhadakne Do                      | 28. Juli 2016    |
| Black and White                                |                                      | 29. Juli 2016    |
| Love Express                                   |                                      | 29. Juli 2016    |
| ABCD: Any Body Can Dance                       |                                      | 29. Juli 2016    |
| Du & Ich                                       | Teri Meri Kahaani                    | 29. Juli 2016    |
| Desi Boys                                      | Desi Boyz                            | 29. Juli 2016    |
| Holiday                                        | Holiday: A Soldier Is Never Off Duty | 29. Juli 2016    |
| English Vinglish                               |                                      | 30. Juli 2016    |
| Singh Is Bling                                 |                                      | 30. Juli 2016    |
| Agent Vinod                                    |                                      | 30. Juli 2016    |
| Man lebt nur einmal                            | Zindagi Na Milegi Dobara             | 31. Juli 2016    |
| Liebeschaos                                    | Main Tera Hero                       | 31. Juli 2016    |
| Gestern, heute und für immer                   | Love Aaj Kal                         | 31. Juli 2016    |
| Cycle Kick                                     |                                      | 1. August 2016   |
| Vivah                                          |                                      | 1. August 2016   |
| Mad About Dance                                |                                      | 2. August 2016   |
| Happy Ending                                   |                                      | 2. August 2016   |
| Ram & Leela                                    | Goliyon Ki Raasleela Ram-Leela       | 2. August 2016   |
| Wo bitte geht’s nach Delhi?                    | Chalo Dilli                          | 3. August 2016   |
| Welcome                                        |                                      | 3. August 2016   |
| Kagaar                                         | Kagaar: Life on the Edge             | 3. August 2016   |
| Unverhofft kommt oft                           | Total Siyappa                        | 4. August 2016   |
| Good Boy Bad Boy                               |                                      | 4. August 2016   |
| Liebe überwindet alles                         | Akaash Vani                          | 4. August 2016   |
| Liebe mit Tricks                               | Shaadi Se Pehle                      | 5. August 2016   |
| Mausam                                         |                                      | 5. August 2016   |
| Zanjeer                                        |                                      | 5. August 2016   |
| Entertainment                                  |                                      | 6. August 2016   |
| Badlapur                                       |                                      | 6. August 2016   |
| No Problem                                     |                                      | 6. August 2016   |
| Tanu Weds Manu Returns                         |                                      | 7. August 2016   |
| 99                                             |                                      | 7. August 2016   |
| Iqbal                                          |                                      | 8. August 2016   |
| Namastey London                                |                                      | 8. August 2016   |
| Junge Herzen                                   | Kaccha Limboo                        | 9. August 2016   |
| Pardes                                         |                                      | 9. August 2016   |
| Nichts geht über Chicken Khurana               | Luv Shuv Tey Chicken Khurana         | 10. August 2016  |
| Vishwas – Der wahre Held                       | Phata Poster Nikla Hero              | 10. August 2016  |
| Commando                                       | Commando – A One Man Army            | 10. August 2016  |
| Barfi – Liebe braucht keine Worte              | Barfi!                               | 11. August 2016  |
| Blinde Liebe in Prüfung                        | Humko Tumse Pyar Hai                 | 11. August 2016  |
| Race 2                                         |                                      | 12. August 2016  |
| Komplott der Macht                             | Ab Tak Chhappan                      | 12. August 2016  |
| Arjun the Warrior                              | Arjun: The Warrior Prince            | 13. August 2016  |
| Auf Diamantenjagd                              | Chatur Singh Two Star                | 15. August 2016  |
| Es gibt kein Zurück                            | Shaitan                              | 15. August 2016  |
| Apna Sapna – Wer träumt nicht vom großen Geld? | Apna Sapna Money Money               | 16. August 2016  |
| 36 China Town                                  |                                      | 16. August 2016  |
| Suche nach Wahrheit                            | Jurm                                 | 16. August 2016  |
| Pizza - Auf Bestellung Tod                     | Pizza                                | -                |
| Kahaani - Schatten der Vergangenheit           | Kahaani 2                            | -                |
| 3 AM - Paranormal Nightmare                    | 3:00 AM                              | -                |
| 1920 London: Der Schrecken kehrt zurück        | 1920 London                          | -                |

### Musikvideos
Da die meisten Bollywood-Produktionen Musicals sind, enthält ein Film mehrere Lieder, die auch gesondert veröffentlicht werden können. Sie werden auf dem Sender den ganzen Tag zwischen Serien und Filmen unter dem Namen „Bollywood Songs“ gezeigt. Zudem werden sie direkt im Anschluss an den Filmen gezeigt.